# Bön, Årjängs kommun
Bön är kyrkbyn i Östervallskogs socken och en småort i Östervallskogs distrikt i Årjängs kommun av SCB benämnd Östervallskog. Orten ligger 1 km från gränsen mot Norge och 40 km vägavstånd från Årjäng.
Östervallskog utgör slutpunkten för Dalslands kanals båtleder från Vänern.
I Bön finns Östervallskogs kyrka, en ställplats för husbilar, en småbåtshamn och en lanthandel.